# ウルグアイ空軍
ウルグアイ空軍（ウルグアイくうぐん、スペイン語: Fuerza Aérea Uruguaya、略称FAU）は、ウルグアイの空軍組織。

## 歴史
1913年3月17日、モンテビデオ郊外50マイルの場所に軍航空学校（Escuela de Aviación Militar）が創設され、MF.7やブレリオ XIが持ち込まれる。多くの南米各国軍と同じように最初期の教官はフランス人が勤めた。1916年11月20日には航空軍学校（Escuela Militar de Aeronautica）を創設する。1935年、航空軍学校は陸軍航空隊（Aeronáutica Militar）に改編される。
1952年12月4日に正式に空軍（Fuerza Aerea Militar）となる。この改編で陸軍からの独立を果たし指揮系統から離れた。空軍は3つの集団（戦術、訓練、資材）を基幹に改編され、航空旅団が隷下に置かれた。
1959年にウルグアイ空軍は国内の航空会社を補完するため、ウルグアイ軍航空輸送部門を創設し旅客事業を始める。当初の運行器材はC-47であった。また、当時の世界はジェット機の時代を迎えており、ウルグアイ空軍は1956年から1958年にかけてT-33とF-80を導入した。最初に導入されたヘリコプターはベル47やOH-23で、近年はUH-1やMBB Bo 105が導入されている。
2017年にIA-58が退役し、A-37Bが後継を務めている。

## 組織
空軍総司令官（Comandante en Jefe de la Fuerza Aérea）の下、以下の職位・組織がある。2007年時点で総員3,100人。パイロットの平均飛行時間は120時間/年。
- 空軍総司令部（Comando General）
  - 総司令官室（Despacho del Comandante en Jefe de la Fuerza Aérea）
  - 補佐官（Ayudantía）
  - 秘書官（Secretaria）
  - 人事総監（Estado Mayor Personal）
- 空軍参謀本部
  - 空軍参謀総長
  - 参謀総長補佐官
  - 参謀総長秘書官
  - 人事部（A-l）
  - 情報部（A-2）
  - 作戦部（A-3）
  - 兵站部（A-4）
  - 通信電算部（A-5）
  - 予算計画部（A-6）
  - 平和維持活動調整センター（Centro Coordinador de Operaciones de Mantenimiento de la Paz：CE.CO.MA.PA.）
  - ウルグアイ軍航空輸送部門（Transporte Aéreo Militar Uruguayo：T.A.M.U.） 旅貨客便取り扱い
  - 連絡室（Oficina de Enlace）
- 空軍作戦集団（Comando Aéreo de Operaciones）
- 空軍人事集団（Comando Aéreo de personal）
- 空軍兵站集団（Comando Aéreo Logístico）
- 民間航空・航空インフラストラクチャー国家局（Dirección Nacional de Aviación Civil e Infraestructura Aeronáutica）

### 部局・委員会
- 官房局（Dirección de Secretaria）
- 民間関係局（Dirección de Relaciones Públicas）
- 飛行安全局（Dirección de seguridad de Vuelo）
- 経済財務局（Dirección de Economía y Finanzas）
- 空軍情報部（Servicio de Información de la Fuerza Aérea）
- 空軍昇進評議委員会（Tribunal de Ascensos y Recursos de la Fuerza Aérea）
- 空軍総合名誉審査委員会（Tribunal General de Honor de la Fuerza Aérea）
- 空軍高等名誉審査委員会（Tribunal Superior de Honor de la Fuerza Aérea）
- 空軍下士官名誉審査委員会（Tribunal de Honor para Oficiales Subalternos de la Fuerza Aérea）
- 空軍上級職士官調査委員会（Comisión Calificadora para Jefes y oficiales Subalternos de la Fuerza Aérea）
- 空軍下級職人事調査委員会（Comisión Calificadora para Personal Subalterno de la Fuerza Aérea）
- 航空政策国家委員会（Comisión Nacional de Política Aeronáutica）
- 航空検査部（Inspectoría y Auditoría Aérea）

### 民間行政および付属機関など
- 補給部（Servicio de Abastecimiento）
- 電信部（Servicio de Comunicaciones e Informática）
- 情報提供部（Servicio de Información）
- インフラストラクチャー部（Servicio de Infraestructura）
- 整備部（Servicio de Mantenimiento）
- 空軍気象部（Servicio Meteorológico）
- 航空宇宙遠隔センサー部（Servicio de Sensores Remotos Aeroespaciales）
- 保健部（Servicio de Sanidad）
  - 空軍中央病院
- 輸送部（Servicio de Transporte）
- コロネル・ハイメ・メレガリ（モンテビデオ）航空博物館（Museo Aeronáutico "Cnel.(Av.) Jaime Meregalli"）
- 未確認飛行物体通報調査報告委員会（Comisión Receptora e Investigadora de Denuncias de Objetos Voladores No Identificados）
- 民間航空・航空インフラストラクチャー国家局（Dirección Nacional de Aviación Civil e Infraestructura Aeronáutica） 
  - 財務管理局（Dirección de Administracion y Finanzas）
  - 民間航空総局（Dirección General de Aviación Civil）
  - 航空インフラストラクチャー総局（Dirección General de Infraestructura Aeronáutica）
  - 航空運航局（Dirección de Circulación Aerea）
  - 空港局（Dirección de Aeropuerutos）
  - 航空インフラストラクチャー局（Dirección de Infraestructura Aeronáutica）
  - 電子局（Dirección de Electrónica）
- 空軍保健国家局（Dirección Nacional de Sanidad de las Fuerza Aérea）
- 捜索救難調整センター（Centro Coordinador de Búsqueday Rescate Aéreo S.A.R.）

### 学校機関
- 軍航空学校（Escuela Militar de Aeronáutica）
- 航空技術学校（Escuela Técnica de Aeronáutica）
- 指揮参謀学校（Escuela de Comando y Estado Mayor Aéreo）

### 作戦部隊
- 第1航空旅団　ヘネラル・セサレ・L・ベリゾ空軍基地に所在
  - 第3飛行隊　輸送機
  - 第5飛行隊　ヘリコプター

- 第2航空旅団　テニエンテセグンド・マリオ・パラジャーラ空軍基地に所在
  - 第1飛行隊　攻撃機
  - 第2飛行隊　戦闘機
  - 高等戦闘飛行隊
  - 連絡飛行隊

- 第3航空旅団　カピタン・フアン・マヌエル・ボイソ・ランサ空軍基地に所在
  - 第7飛行隊　監視・連絡機

## 基地
- ヘネラル・セサレ・ベリゾ空軍基地
- サンタ・ベルナルディア国際空港（テニエンテセグンド・マリオ・パラジャーラ空軍基地、ドゥラスノDurazno）
- カピタン・フアン・マヌエル・ボイソ・ランサ空軍基地（"Cap. Juan Manuel Boiso Lanza"、モンテビデオ）

## 装備

### 航空機

#### 固定翼機
- A-37B ドラゴンフライ × 12機[3]
- エンブラエル EMB 110 バンデイランテ × 1機[3]
- O-2A スカイマスター × 3機[3]
- KC-130H ハーキュリーズ × 2機[3]
- C-130B ハーキュリーズ × 2機[3]
- BAe-125-700A × 1機[3]
- ビーチ 58 バロン × 2機[3]
- CASA C-212 アヴィオカー × 6機[3]
- セスナ 206H × 9機[3]
- セスナ 210 × 1機[3]
- EMB-120 ブラジリア × 1機[3]
- C-29 ホーカー × 1機[3]
- ピラタス PC-7U ターボトレーナー × 5機[3]
- アエルマッキ SF-260EU × 12機[3]

#### 回転翼機
- AS-365N2 デルフィンII × 2機[3]
- UH-1H × 5機[3]
- ベル 212 × 3機[3]

## 階級
| 士官           |                     |      |
| 空軍大将       | General del aire    | OF-9 |
| 空軍少将       | Brigader General    | OF-7 |
| 空軍大佐       | Coronel             | OF-5 |
| 空軍中佐       | Teniente Coronel    | OF-4 |
| 空軍少佐       | Mayor               | OF-3 |
| 空軍大尉       | Capitan             | OF-2 |
| 空軍中尉       | Teniente de Primero | OF-1 |
| 空軍少尉       | Teniente de Segundo | OF-1 |
| 空軍士官候補生 | Alferez             | OF-D |
| 下士官         |                     |      |
| 空軍准尉       | Suboficial Mayor    | OR-9 |
| 空軍曹長       | Sargento de Primero | OR-7 |
| 空軍軍曹       | Sargento            | OR-6 |
| 兵卒           |                     |      |
| 航空兵長       | Cabo de Primera     | OR-4 |
| 1等航空兵      | Cabo de Segunda     | OR-3 |
| 2等航空兵      | Soldado             | OR-1 |